# Полікарп (Сікорський)
Митрополит Полікарп (у світі Петро Дмитрович Сікорський; 20 червня (2 липня) 1875, село Зеленьки, Потоцька волость, Канівський повіт, Київська губернія, Російська імперія, нині Обухівського району Київської області, Україна — 22 жовтня 1953, Ольне-су-Буа біля Парижа, Французька республіка) — український церковний діяч, митрополит Української автокефальної православної церкви в діаспорі.

## Дитинство та юність
Народився 20 червня, охрещений 20 червня 1875 року за старим стилем в селі Зеленьки Потоцької волості Канівського повіту (Київська губернія, нині Обухівського району Київської області, Україна) в родині священника Дмитра Марковича Сікорського. Закінчив Київську духовну семінарію (1898).

## Перші визвольні змагання
У 1908–1918 роках — столоначальник Київської духовної консисторії.
У 1919–1921 роках — віце-директор департаменту загальних справ в уряді УНР. Також працював в Міністерстві віросповідань уряду УНР.
У 1921 році емігрував до Польської республіки.

## Міжвоєнний період
У 1922 році пострижений в монахи і 30 липня 1922 року рукоположений в ієромонахи архієпископом Діонісієм (Валединським). Того ж року возведений в сан архімандрита. Почергово був настоятелем монастирів — Дерманського і Загаєвського на Волині, Жировицького на Гродненщині. Активно займався політичною і громадською діяльністю.
10 квітня 1932 року митрополитом Діонісієм був хіротонізований на єпископа у складі Польської православної церкви .
1932–1941 роки — єпископ Луцький, вікарій Волинської єпархії, а 11 серпня 1941 року назначений архієпископом Луцьким і Ковельським.

## Другі Визвольні Змагання
18 серпня 1941 року в Почаївській лаврі таємно відбувся обласний собор єпископів у складі голови собору архієпископа Олексія, членів собору архієпископа Симона (Івановського) і єпископа Пантелеймона (Рудика) та секретаря собору єпископа Веніаміна (Новицького). Собор констатував: оскільки всі архієреї Західної України підписалися свого часу про підпорядкування Московській Патріархії, то окремі владики і навіть собор єпископів області не можуть утворити автокефалії самочинно. Тому до вирішення цієї справи на Помісному Соборі УПЦ ця Церква повинна залишатися підпорядкованою Московській Патріархії, але з правами автономії, яку свого часу надала їй Російська православна церква. Главою Православної Церкви в Україні став архієпископ Олексій з правами обласного митрополита й екзарха, відмінивши екзархат митрополита Миколая (Ярушевича). Разом з іншими єпископами він утворив Автономну Православну Церкву в Україні.
Під час німецької окупації Волині влітку 1941 року на підставі декрету митрополита Діонисія від 2 серпня 1941 року стає правлячим єпископом Луцької єпархії в сані архієпископа Луцького і Ковельського. Тим же декретом Волинська єпархія, юрисдикцію якої перервано більшовицькою окупацією, а відновив тепер митрополит Діонисій, була поділена на дві: Луцьку і Крем'янецьку. Але архієпископ Олексій, що мав очолити Крем'янецьку єпархію, до одержання цього декрету скликав згаданий собор єпископів у Почаєві і очолив Автономну Православну Церкву.
Після проголошення Акту відновлення Української Держави у Львові 30 червня 1941 року надіслав Пастирський лист як митрополит УАПЦ (10 липня Року Божого 1941 р., Луцьк).
Митрополит Діонисій прагнув влаштувати самостійне церковне життя на землях України. Він мав намір у вересні 1941 року прибути до Почаївської Лаври на свято преподобного Йова Почаївського, особисто скликати Собор єпископів звільнених земель України за тогочасною термінологією й покласти початок УАПЦ на канонічній засаді Томосу Вселенського Патріарха 1924 року. Але німецька окупаційна влада категорично це заборонила.
Тому церковно-громадський провід на підставі ухвал церковних рад на Волині, зв'язуючись у грудні 1941 року з митрополитом Діонисієм, якому Волинь канонічно підлягала, просить його призначити адміністратором Православної Церкви на звільнених українських землях архієпископа Полікарпа. Декретом від 24 грудня 1941 року митрополит Діонисій це прохання українців задовольняє, призначаючи владику Полікарпа тимчасовим адміністратором Православної Автокефальної Церкви на звільнених землях України і благословляє йому разом з архієпископом Поліським Олександром (Іноземцевим) висвятити для України українських єпископів. Архієпископ Олексій (Громадський) зі своїми єпископами цього декрету митрополита Діонисія не визнав.
Так постало в Україні церковне двовладдя: була Православна Церква Українська, очолювана митрополитом Полікарпом і Церква Російська, очолювана митрополитом Олексієм.
На соборі УАПЦ в Пінську 9–10 лютого 1942 року митрополита Полікарпа обирають її главою (адміністратором).
У 1944 році владика евакуювався до Варшави, потім через Словаччину до Німеччини.

## На еміграції

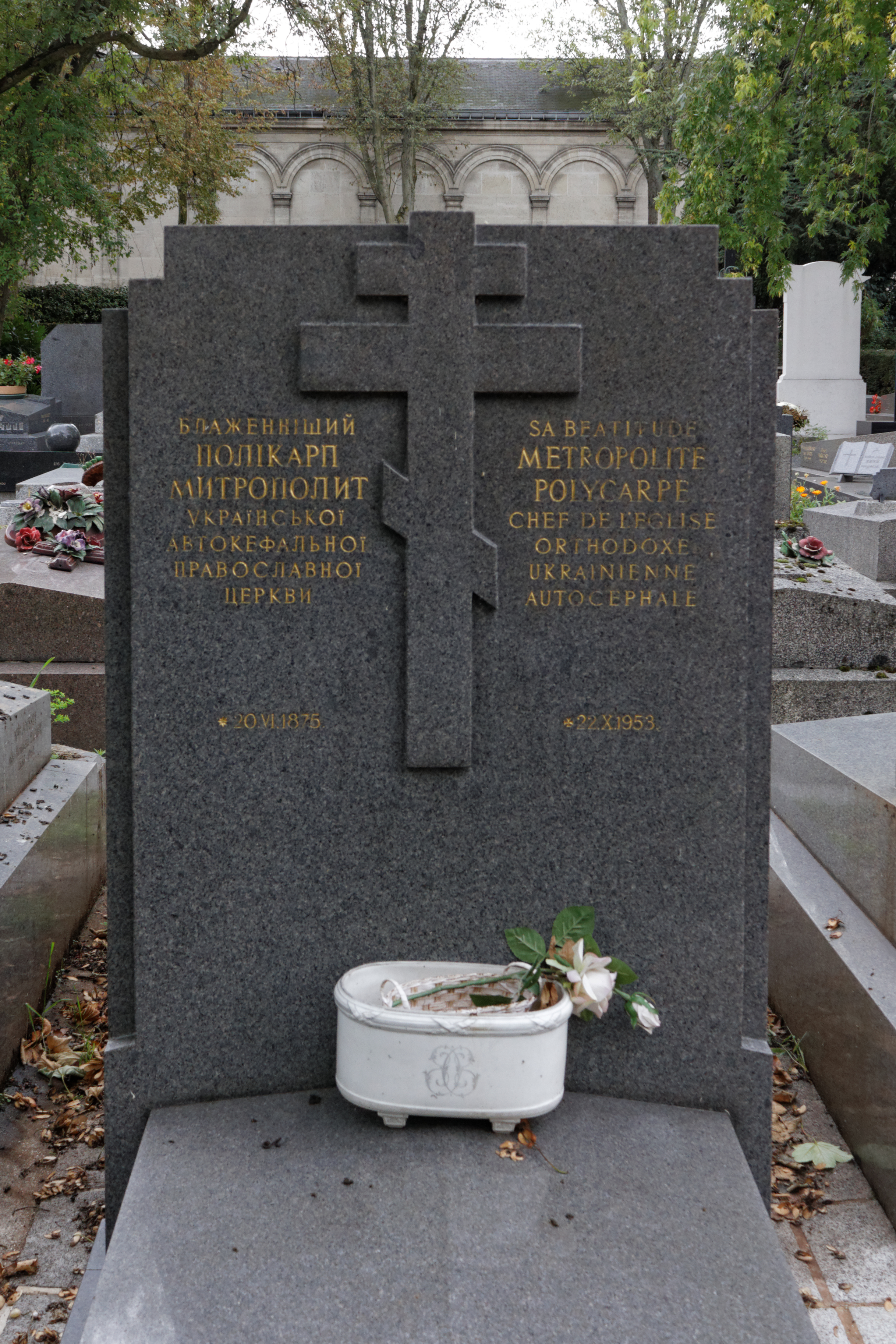
Могила митрополита Полікарпа на цвинтарі Пер-Лашез

Після закінчення Другої світової війни — Первоієрарх Української автокефальної православної церкви в Діаспорі.
13 вересня 1946 року голова Священного синоду УАПЦ на еміграції митрополит Полікарп надіслав до ООН у Лондоні меморандум у справі становища української еміграції на окупованих німецьких землях, де пояснювалось, що православна церква в Україні зазнала жорстоких переслідувань як під радянською, так і під німецькою окупаційною владою. Рішуче заперечувалася будь-яка співпраця українських православних ієрархів з гітлерівськими окупантами.
1950 року переїхав до Французької республіки і мешкав поблизу Парижа.
З 15 липня 1950 року по серпень 1951 року, на прохання вірних із Канади, він тимчасово очолював Українську православну церкву Канади, поки тут не були сформовані повноцінні церковні структури.
Помер 22 жовтня 1953 року в Ольне-су-Буа біля Парижа. Похований на цвинтарі Пер-Лашез.

## Вшанування пам'яті
У місті Луцьк вулицю Сєчєнова перейменували на вулицю Митрополита Сікорського.